# Senegal op het wereldkampioenschap voetbal 2018
Senegal is een van de deelnemende landen aan het wereldkampioenschap voetbal 2018 in Rusland. Het is de tweede deelname voor het land. Senegal werd uitgeschakeld in de groepsfase.

## Kwalificatie
Op basis van de FIFA-wereldranglijst mocht Senegal in november 2015 in de tweede ronde van de Afrikaanse kwalificatiecampagne van start gaan. Onder leiding van bondscoach Aliou Cissé werd Madagaskar in twee wedstrijden uitgeschakeld. De heenwedstrijd eindigde dankzij twee late goals van Senegal in een gelijkspel (2–2). In de terugwedstrijd won het team van Cissé overtuigend met 3–0 dankzij treffers van Cheikhou Kouyaté, Moussa Konaté en Mame Biram Diouf.
In oktober 2016 begon de groepsfase van de Afrikaanse WK-kwalificatiecampagne. Senegal werd samen met Burkina Faso, Kaapverdië en Zuid-Afrika ondergebracht in groep D. Op de eerste speeldag won Senegal met 2–0 van Kaapverdië. Een maand later verloren de Senegalezen met 2–1 van Zuid-Afrika, maar omdat er later sprake bleek van matchfixing, moest de wedstrijd opnieuw gespeeld worden. De Ghanese scheidsrechter Joseph Lamptey werd levenslang geschorst.
Na de geschrapte wedstrijd tegen Zuid-Afrika speelde Senegal twee keer gelijk tegen Burkina Faso. Daardoor belandde Senegal op de derde plaats in het klassement, met een punt achterstand op leiders Burkina Faso en Kaapverdië. Op 7 oktober 2017 won Senegal met 0–2 van Kaapverdië, dankzij late goals van Diafra Sakho en Cheikh N'Doye. Doordat Burkina Faso diezelfde dag van Zuid-Afrika verloor, kwam Senegal aan de leiding te staan. Op 10 november 2017 haalde Senegal zijn duel tegen Zuid-Afrika in. Senegal won in Polokwane met 0–2 en was daardoor zeker van deelname aan het WK.

### Kwalificatieduels
Tweede ronde
|                                                   |                                      |       |                     |                                                                                               |
| 13 november 2015 «onderlinge duels» 14:30 (UTC+3) | Madagaskar                           | 2 − 2 | Senegal             | Mahamasina Stadion, Antananarivo Toeschouwers: 24.000 Scheidsrechter: Hudu Munyemana (Rwanda) |
| 13 november 2015 «onderlinge duels» 14:30 (UTC+3) | Andriatsima 27' Rakotoharimalala 59' |       | 71' Konaté 81' Mané | Mahamasina Stadion, Antananarivo Toeschouwers: 24.000 Scheidsrechter: Hudu Munyemana (Rwanda) |

|                                                 |                                  |       |            |                                                                                                 |
| 17 november 2015 «onderlinge duels» 19:00 (UTC) | Senegal                          | 3 − 0 | Madagaskar | Stade Léopold Sédar Senghor, Dakar Toeschouwers: 35.000 Scheidsrechter: Joshua Bondo (Botswana) |
| 17 november 2015 «onderlinge duels» 19:00 (UTC) | Kouyaté 15' Konaté 53' Diouf 82' |       |            | Stade Léopold Sédar Senghor, Dakar Toeschouwers: 35.000 Scheidsrechter: Joshua Bondo (Botswana) |

Derde ronde
|                                               |                   |       |            | |
| 8 oktober 2016 «onderlinge duels» 20:00 (UTC) | Senegal           | 2 − 0 | Kaapverdië | Stade Léopold Sédar Senghor, Dakar Toeschouwers: 53.000 Scheidsrechter: Youssef Essrayri (Tunesië) |
| 8 oktober 2016 «onderlinge duels» 20:00 (UTC) | Keita 24' Sow 80' |       |            | Stade Léopold Sédar Senghor, Dakar Toeschouwers: 53.000 Scheidsrechter: Youssef Essrayri (Tunesië) |

|                                                   |                                    |   |            |                                                                                            |
| 12 november 2016 «onderlinge duels» 15:00 (UTC+2) | Zuid-Afrika                        | X | Senegal    | Peter Mokabastadion, Polokwane Toeschouwers: 26.179 Scheidsrechter: Joseph Lamptey (Ghana) |
| 12 november 2016 «onderlinge duels» 15:00 (UTC+2) | Hlatshwayo 43' (pen.) Serero 45+1' |   | 75' N'Doye | Peter Mokabastadion, Polokwane Toeschouwers: 26.179 Scheidsrechter: Joseph Lamptey (Ghana) |

|                                                 |         |       |              |                                                                                                 |
| 2 september 2017 «onderlinge duels» 20:00 (UTC) | Senegal | 0 − 0 | Burkina Faso | Stade Léopold Sédar Senghor, Dakar Toeschouwers: 40.000 Scheidsrechter: Joshua Bondo (Botswana) |
| 2 september 2017 «onderlinge duels» 20:00 (UTC) |         |       |              | Stade Léopold Sédar Senghor, Dakar Toeschouwers: 40.000 Scheidsrechter: Joshua Bondo (Botswana) |

|                                                 |                                 |       |                   |                                                                                          |
| 5 september 2017 «onderlinge duels» 18:00 (UTC) | Burkina Faso                    | 2 − 2 | Senegal           | Stade du 4-Août, Ouagadougou Toeschouwers: 35.000 Scheidsrechter: Janny Sikazwe (Zambia) |
| 5 september 2017 «onderlinge duels» 18:00 (UTC) | B. Traoré 9' N'Diaye 88' (e.d.) |       | 27' Sarr 75' Mané | Stade du 4-Août, Ouagadougou Toeschouwers: 35.000 Scheidsrechter: Janny Sikazwe (Zambia) |

|                                                 |            |                        |         |                                                                                                  |
| 7 oktober 2017 «onderlinge duels» 16:30 (UTC+1) | Kaapverdië | 0 − 2                  | Senegal | Estádio Nacional de Cabo Verde, Praia Toeschouwers: 14.000 Scheidsrechter: Gehad Grisha (Egypte) |
| 7 oktober 2017 «onderlinge duels» 16:30 (UTC+1) |            | 81' Sakho 90+2' N'Doye |         | Estádio Nacional de Cabo Verde, Praia Toeschouwers: 14.000 Scheidsrechter: Gehad Grisha (Egypte) |

|                                                   |             |                             |         |                                                                                            |
| 10 november 2017 «onderlinge duels» 19:00 (UTC+2) | Zuid-Afrika | 0 − 2                       | Senegal | Peter Mokabastadion, Polokwane Toeschouwers: 40.000 Scheidsrechter: Janny Sikazwe (Zambia) |
| 10 november 2017 «onderlinge duels» 19:00 (UTC+2) |             | 12' Sakho 38' (e.d.) Mkhize |         | Peter Mokabastadion, Polokwane Toeschouwers: 40.000 Scheidsrechter: Janny Sikazwe (Zambia) |

|                                                 |                          |       |             | |
| 14 november 2017 «onderlinge duels» 19:30 (UTC) | Senegal                  | 2 − 1 | Zuid-Afrika | Stade Léopold Sédar Senghor, Dakar Toeschouwers: 50.000 Scheidsrechter: Bamlak Tessema Weyesa (Ethiopië) |
| 14 november 2017 «onderlinge duels» 19:30 (UTC) | Nguette 56' Mbodji 90+3' |       | 65' Tau     | Stade Léopold Sédar Senghor, Dakar Toeschouwers: 50.000 Scheidsrechter: Bamlak Tessema Weyesa (Ethiopië) |

### Eindstand groep D
| Pos. | Land         | GW | W | G | V | DV | DT | DS | Ptn |
| ---- | ------------ | -- | - | - | - | -- | -- | -- | --- |
| 1    | Senegal      | 6  | 4 | 2 | 0 | 10 | 3  | +7 | 14  |
| 2    | Burkina Faso | 6  | 2 | 3 | 1 | 10 | 6  | +4 | 9   |
| 3    | Kaapverdië   | 6  | 2 | 0 | 4 | 4  | 12 | –8 | 6   |
| 4    | Zuid-Afrika  | 6  | 1 | 1 | 4 | 7  | 10 | –3 | 4   |

## WK-voorbereiding

### Wedstrijden
|                                                |            |       |                     | |
| 23 maart 2018 «onderlinge duels» 17:30 (UTC+1) | Senegal    | 1 – 1 | Oezbekistan         | Stade Mohammed V, Casablanca (Marokko) Toeschouwers: 2.200 Scheidsrechter: Noureddine El Jafaari (Marokko) |
| 23 maart 2018 «onderlinge duels» 17:30 (UTC+1) | Konaté 63' |       | 20' (pen.) Shukurov | Stade Mohammed V, Casablanca (Marokko) Toeschouwers: 2.200 Scheidsrechter: Noureddine El Jafaari (Marokko) |

|                                                |         |       |                       | |
| 27 maart 2018 «onderlinge duels» 20:00 (UTC+2) | Senegal | 0 – 0 | Bosnië en Herzegovina | Stade Océane, Le Havre (Frankrijk) Toeschouwers: 2.851 Scheidsrechter: Stephan Klossner (Zwitserland) |
| 27 maart 2018 «onderlinge duels» 20:00 (UTC+2) |         |       |                       | Stade Océane, Le Havre (Frankrijk) Toeschouwers: 2.851 Scheidsrechter: Stephan Klossner (Zwitserland) |

|                                              |           |       |         |                                                                                           |
| 31 mei 2018 «onderlinge duels» 20:00 (UTC+2) | Luxemburg | 0 – 0 | Senegal | Stade Josy Barthel, Luxemburg Toeschouwers: 3.816 Scheidsrechter: Xavier Estrada (Spanje) |
| 31 mei 2018 «onderlinge duels» 20:00 (UTC+2) |           |       |         | Stade Josy Barthel, Luxemburg Toeschouwers: 3.816 Scheidsrechter: Xavier Estrada (Spanje) |

|                                              |                          |       |          |                                                                                          |
| 8 juni 2018 «onderlinge duels» 18:00 (UTC+2) | Kroatië                  | 2 – 1 | Senegal  | Stadion Gradski vrt, Osijek Toeschouwers: 15.998 Scheidsrechter: Ádám Farkas (Hongarije) |
| 8 juni 2018 «onderlinge duels» 18:00 (UTC+2) | Perišić 63' Kramarić 78' |       | 48' Sarr | Stadion Gradski vrt, Osijek Toeschouwers: 15.998 Scheidsrechter: Ádám Farkas (Hongarije) |

|                                               |                                               |       |            |                                                                                   |
| 11 juni 2018 «onderlinge duels» 15:30 (UTC+2) | Senegal                                       | 2 – 0 | Zuid-Korea | Untersberg-Arena, Grödig (Oostenrijk) Scheidsrechter: Harald Lechner (Oostenrijk) |
| 11 juni 2018 «onderlinge duels» 15:30 (UTC+2) | Kim Young-gwon 67' (e.d.) Konaté 90+1' (pen.) |       |            | Untersberg-Arena, Grödig (Oostenrijk) Scheidsrechter: Harald Lechner (Oostenrijk) |

## Het wereldkampioenschap
Op 1 december 2017 werd er geloot voor de groepsfase van het wereldkampioenschap voetbal 2018. Senegal werd samen met Polen, Colombia en Japan ondergebracht in groep H, en kreeg daardoor Moskou, Jekaterinenburg en Samara als speelsteden.

### Selectie en statistieken
| Nr. | Naam              | Geboortedatum | GW |   |   |   |   |   |   | Club                    | Positie(s) |
| --- | ----------------- | ------------- | -- | - | - | - | - | - | - | ----------------------- | ---------- |
| 1   | Abdoulaye Diallo  | 30-03-1992    | 0  | 0 | 0 | 0 | 0 | 0 | 0 | Stade Rennes            | GK         |
| 2   | Kara Mbodj        | 11-11-1989    | 0  | 0 | 0 | 0 | 0 | 0 | 0 | RSC Anderlecht          | CB         |
| 3   | Kalidou Koulibaly | 20-06-1991    | 3  | 0 | 0 | 0 | 0 | 0 | 0 | SSC Napoli              | CB         |
| 4   | Saliou Ciss       | 15-09-1989    | 0  | 0 | 0 | 0 | 0 | 0 | 0 | Valenciennes FC         | LB, LM     |
| 5   | Idrissa Gueye     | 26-09-1989    | 3  | 0 | 1 | 0 | 0 | 0 | 0 | Everton FC              | CM, DM     |
| 6   | Salif Sané        | 25-08-1990    | 3  | 0 | 1 | 0 | 0 | 0 | 0 | Hannover 96             | CB, DM     |
| 7   | Moussa Sow        | 19-01-1986    | 0  | 0 | 0 | 0 | 0 | 0 | 0 | Bursaspor               | CF         |
| 8   | Cheikhou Kouyaté  | 21-12-1989    | 3  | 0 | 0 | 0 | 0 | 2 | 0 | West Ham United         | DM, CB     |
| 9   | Mame Biram Diouf  | 16-12-1987    | 2  | 0 | 0 | 0 | 0 | 1 | 1 | Stoke City              | CF, RW, LW |
| 10  | Sadio Mané        | 10-04-1992    | 3  | 1 | 0 | 0 | 0 | 0 | 0 | Liverpool FC            | LW, CF     |
| 11  | Cheikh N'Doye     | 29-03-1986    | 2  | 0 | 1 | 0 | 0 | 2 | 0 | Birmingham City         | CM, DM     |
| 12  | Youssouf Sabaly   | 05-03-1993    | 3  | 0 | 1 | 0 | 0 | 0 | 1 | Girondins de Bordeaux   | RB         |
| 13  | Alfred N'Diaye    | 06-03-1990    | 2  | 0 | 0 | 0 | 0 | 0 | 2 | Wolverhampton Wanderers | DM, CB     |
| 14  | Moussa Konaté     | 03-04-1993    | 2  | 0 | 0 | 0 | 0 | 2 | 0 | Amiens SC               | CF, RW, LW |
| 15  | Diafra Sakho      | 24-12-1989    | 1  | 0 | 0 | 0 | 0 | 1 | 0 | Stade Rennes            | CF         |
| 16  | Khadim N'Diaye    | 30-11-1984    | 3  | 0 | 0 | 0 | 0 | 0 | 0 | Horoya AC               | GK         |
| 17  | Badou Ndiaye      | 27-10-1990    | 1  | 0 | 0 | 0 | 0 | 0 | 1 | Stoke City              | CM         |
| 18  | Ismaïla Sarr      | 25-02-1998    | 3  | 0 | 0 | 0 | 0 | 0 | 0 | Stade Rennes            | LW         |
| 19  | M'Baye Niang      | 19-12-1994    | 3  | 1 | 2 | 0 | 0 | 0 | 3 | Torino FC               | CF, RW, LW |
| 20  | Keita Baldé       | 08-03-1995    | 1  | 0 | 0 | 0 | 0 | 0 | 1 | AS Monaco               | LW, RW, CF |
| 21  | Lamine Gassama    | 20-10-1989    | 1  | 0 | 0 | 0 | 0 | 0 | 0 | Alanyaspor              | RB         |
| 22  | Moussa Wagué      | 04-10-1998    | 3  | 1 | 0 | 0 | 0 | 1 | 0 | KAS Eupen               | RB, LB     |
| 23  | Alfred Gomis      | 05-09-1993    | 0  | 0 | 0 | 0 | 0 | 0 | 0 | SPAL                    | GK         |

### Wedstrijden

#### Groepsfase
Japan en Senegal behaalden in de poule hetzelfde aantal punten, doelsaldo, goals en tegengoals. Dat betekende dat Japan door ging vanwege het Fair-playklassement. Senegal had zes gele kaarten, Japan maar vier.
| Nr. | Land     | GW | W | G | V | DV | DT | DS | Ptn |
| --- | -------- | -- | - | - | - | -- | -- | -- | --- |
| 1   | Colombia | 3  | 2 | 1 | 0 | 5  | 2  | +3 | 6   |
| 2   | Japan    | 3  | 1 | 1 | 1 | 4  | 4  | 0  | 4   |
| 3   | Senegal  | 3  | 1 | 1 | 1 | 4  | 4  | 0  | 4   |
| 4   | Polen    | 3  | 1 | 0 | 2 | 2  | 5  | −3 | 3   |

|                                               |                |       |                             |                                                                                         |
| 19 juni 2018 «onderlinge duels» 18:00 (UTC+3) | Polen          | 1 – 2 | Senegal                     | Otkrytieje Arena, Moskou Toeschouwers: 44.190 Scheidsrechter: Nawaf Shukralla (Bahrein) |
| 19 juni 2018 «onderlinge duels» 18:00 (UTC+3) | Krychowiak 86' |       | 36' (e.d.) Cionek 60' Niang | Otkrytieje Arena, Moskou Toeschouwers: 44.190 Scheidsrechter: Nawaf Shukralla (Bahrein) |

|                                               |                    |       |                    |                                                                                        |
| 24 juni 2018 «onderlinge duels» 20:00 (UTC+5) | Japan              | 2 – 2 | Senegal            | Centraal Stadion, Jekaterinenburg Toeschouwers: 32.572 Scheidsrechter: Gianluca Rocchi |
| 24 juni 2018 «onderlinge duels» 20:00 (UTC+5) | Inui 34' Honda 78' |       | 11' Mané 71' Wagué | Centraal Stadion, Jekaterinenburg Toeschouwers: 32.572 Scheidsrechter: Gianluca Rocchi |

|                                               |         |          |          |                                                    |
| 28 juni 2018 «onderlinge duels» 18:00 (UTC+4) | Senegal | 0 – 1    | Colombia | Cosmos Arena, Samara Scheidsrechter: Milorad Mažić |
| 28 juni 2018 «onderlinge duels» 18:00 (UTC+4) |         | 74' Mina |          | Cosmos Arena, Samara Scheidsrechter: Milorad Mažić |

FSF · 
A-internationals · 
Bondscoaches · Selecties · Senegalees vrouwenelftal · 
Olympisch elftal
1960 – 1969 · 
1970 – 1979 · 
1980 – 1989 · 
1990 – 1999 · 
2000 – 2009 · 
2010 – 2019 · 
2020 – 2029
WK 2002 · 
WK 2018 ·
WK 2022
OS 2012
1959 · 
1960 · 
1961 · 
1962 · 
1963 · 
1964 · 
1965 · 
1966 · 
1967 · 
1968 · 
1969 · 
1970 · 
1971 · 
1972 · 
1973 · 
1974 · 
1975 · 
1976 · 
1977 · 
1978 · 
1979 · 
1980 · 
1981 · 
1982 · 
1983 · 
1984 · 
1985 · 
1986 · 
1987 · 
1988 · 
1989 · 
1990 · 
1991 · 
1992 · 
1993 · 
1994 · 
1995 · 
1996 · 
1997 · 
1998 · 
1999 · 
2000 · 
2001 · 
2002 · 
2003 · 
2004 · 
2005 · 
2006 · 
2007 · 
2008 · 
2009 · 
2010 · 
2011 · 
2012 · 
2013 · 
2014 ·
2015 ·
2016 ·
2017 ·
2018 ·
2019 ·
2020 ·
2021 ·
2022 ·
2023
Algerije ·
Angola ·
Benin ·
Bolivia ·
Bosnië en Herzegovina ·
Botswana ·
Brazilië ·
Burkina Faso ·
Burundi ·
Centraal-Afrikaanse Republiek ·
Chili ·
China ·
Colombia · 
Congo-Brazzaville ·
Congo-Kinshasa ·
Denemarken ·
Ecuador ·
Egypte ·
Engeland ·
Equatoriaal-Guinea ·
Eritrea ·
Ethiopië ·
Frankrijk ·
Gabon ·
Gambia ·
Ghana ·
Griekenland ·
Guinee ·
Guinee-Bissau ·
Indonesië ·
Iran ·
Ivoorkust ·
Japan ·
Kaapverdië ·
Kameroen ·
Kenia ·
Kosovo ·
Kroatië · 
Lesotho ·
Liberia ·
Libië ·
Luxemburg ·
Madagaskar ·
Malawi ·
Maleisië ·
Mali ·
Marokko ·
Mauritanië ·
Mauritius ·
Mexico ·
Mozambique ·
Namibië ·
Nederland ·
Niger ·
Nigeria ·
Noorwegen ·
Oeganda ·
Oezbekistan ·
Oman ·
Polen ·
Qatar ·
Rwanda ·
Saoedi-Arabië ·
Sierra Leone ·
Soedan ·
Swaziland ·
Tanzania ·
Togo ·
Tunesië ·
Turkije ·
Uruguay ·
Verenigde Arabische Emiraten ·
Zambia ·
Zimbabwe ·
Zuid-Afrika ·
Zuid-Korea ·
Zuid-Soedan ·
Zweden
Algerije (2019, 2) ·
Colombia (2018) ·
Denemarken (2002) ·
Engeland (2022) ·
Frankrijk (2002) ·
Japan (2018) ·
Nederland (2022) ·
Polen (2018) ·
Uruguay (2002)